# Gastrophrynoides
Gastrophrynoides – rodzaj płazów bezogonowych z podrodziny Asterophryinae w rodzinie wąskopyskowatych (Microhylidae).

## Zasięg występowania
Rodzaj obejmuje gatunki występujące w południowej części półwyspowej Malezji, a także w malezyjskiej części Borneo w stanach Sarawak i Sabah; prawdopodobnie może występować też w północno-zachodniej indonezyjskiej części Borneo.

## Systematyka

### Etymologia
Gastrophrynoides: rodzaj Gastrophryne Fitzinger, 1843; gr. -οιδης -oidēs „przypominający”.

### Podział systematyczny
Do rodzaju należą następujące gatunki:
- Gastrophrynoides borneensis (Boulenger, 1897)
- Gastrophrynoides immaculatus (Chan, Grismer, Ahmad & Daicus, 2009